# Авада, Хулиана
Хулиана Авада (исп. Juliana Awada; род. 3 апреля 1974) — аргентинская предпринимательница, супруга бывшего президента Аргентины Маурисио Макри, первая леди Аргентины с 2015 по 2019 год.

## Ранняя биография
Хулиана Авада, родившаяся в Буэнос-Айресе 3 апреля 1974 года, дочь Ибрахима Авады, ливанского мусульманина и иммигранта, выходца из Баальбека, и Эльсы Эштер «Поми» Бакер, сирийского происхождения. Хулиана — сестра предпринимателей Сорайды и Даниэля Авады, художницы Лейлы Авады и актёра Алехандро Авады.
В период детства и юности Хулиана часто путешествовала со своей матерью по Европе и США, задерживаясь в Париже, Лондоне и Нью-Йорке, где они наблюдали за показами мод. После завершения своего обучения в двуязычной школе (ныне несуществующем Честерском колледже) в районе Буэнос-Айреса Бельграно Хулиана продолжила совершенствовать свой английский язык в Оксфорде (Великобритания).
После своего возвращения в Аргентину Хулиана была активно вовлечена в семейный бизнес — текстильную компанию, основанную её отцом в 1960-е годы. В 1997 году она вышла замуж за Густаво Капельо, с которым развелась год спустя. Позднее у неё были отношения с бельгийским графом Брюно Барбье Лораном, с которым она познакомилась на рейсе авиакомпании Air France. Несмотря на то, что их отношения длились почти 10 лет, и у них появилась дочь Валентина, они никогда не были женаты.

## Первая леди Буэнос-Айреса
Хулиана Авада и Маурисио Макри, бывший к тому времени главой правительства Буэнос-Айреса, начали встречаться в 2009 году, а 16 ноября 2010 года состоялась их свадьба. В 2011 году у супругов появилась на свет дочь Антония. В интервью 2012 года газете La Nación Хулиана отметила, что её отец является приверженцем исламского либерализма и не возражал против замужества одной своей дочери за христианином, а второй — за евреем.

## Первая леди Аргентины
Оппозиция выдвинула Маурисио Макри на пост президента Аргентины на президентских выборах в октябре 2015 года. На прошедшем первом туре выборов 25 октября Макри уверенно вышел во второй тур, совсем немного проигрывая лидеру правящей партии Даниэлю Сиоли. Во втором туре 22 ноября 2015 года Макри выиграл у Сиоли, получив 51,4 % голосов, и 10 декабря 2015 года вступил в должность президента Аргентины. Таким образом Хулиана стала первой леди Аргентины.

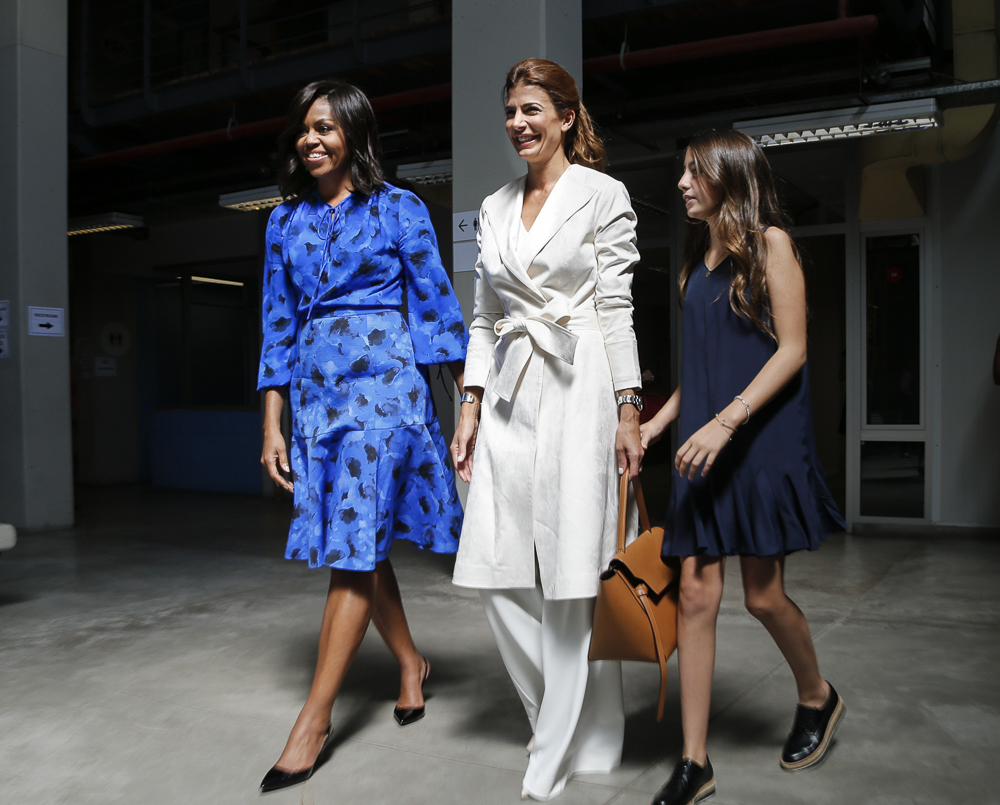
Хулиана Авада в окружении первой леди США Мишель Обамы и своей дочери Валентины.

Хулиана Авада совершила первую зарубежную поездку в новом для себя статусе, сопровождая мужа на Всемирном экономическом форуме 2016 года в швейцарском Давосе.
27 февраля 2016 года аргентинского президента и его супругу принял у себя в Ватикане папа римский Франциск. Это была уже вторая встреча Хулианы Авады с понтификом, первая случилась в 2013 году, когда она была первой леди Буэнос-Айреса.
23 марта 2016 года Авада произнесла свою первую публичную речь в Metropolitan Design Center (CMD), расположенном в Барракасе, районе Буэнос-Айреса, в которой она представляла публике первую леди США Мишель Обаму. Далее обе первые леди обратились к подросткам с речью о важности образования. Всё это происходило в рамках официального визита президента США и его семьи в Аргентину 23—24 марта 2016 года, в ходе которого они также посетили город Сан-Карлос-де-Барилоче, находящийся в аргентинской Патагонии.
Президентская чета вместе с дочерьми Антонией и Валентиной проживают в президентской резиденции Кинта де Оливос.
В 2016 году женский журнал Vogue включил Хулиану Аваду в рейтинг «лучше всего одетых» женщин в мире, сравнивая её стиль в одежде со стилями Жаклин Кеннеди, Мишель Обамы и Эвы Перон.

## Награды
- Дама Большого креста ордена Изабеллы Католической (Испания, 20 февраля 2017 года)[20]
- Дама Большого креста ордена Короны (Нидерланды, 27 марта 2017 года)
- Дама Большого Креста Ордена «За заслуги перед Итальянской Республикой» (Италия, 2 мая 2017 года)[21]
- Большой крест ордена Заслуг (Норвегия, 6 марта 2018 года)[22]